# Cyclolampas
Cyclolampas is een geslacht van uitgestorven zee-egels uit de familie Collyritidae.

## Soorten
- Cyclolampas altus Saucède, Bonnot, Marchand & Courville, 2013 †
- Cyclolampas castanea (Desor, 1858) †
- Cyclolampas voltzii (L. Agassiz, 1839) †